# Allocyrtopsis
Allocyrtopsis is een geslacht van rechtvleugeligen uit de familie sabelsprinkhanen (Tettigoniidae). De wetenschappelijke naam van dit geslacht is voor het eerst geldig gepubliceerd in 2012 door Wang & Liu.

## Soorten
Het geslacht Allocyrtopsis omvat de volgende soorten:
- Allocyrtopsis ornata Wang & Liu, 2012
- Allocyrtopsis parva Wang & Liu, 2012
- Allocyrtopsis platycerca Wang & Liu, 2012
- Allocyrtopsis tibetana Wang & Liu, 2012